# Pativilca
Pativilca es una ciudad peruana, capital del distrito homónimo, ubicado en la provincia de Barranca en el departamento de Lima. Administrativamente se halla dentro de la circunscripción del Gobierno Regional de Lima. 

## Demografía
Según el censo de 2017, tenía una población de 11 467 habitantes.
| Gráfica de evolución demográfica de Pativilca entre 1993 y 2017 |
|                                                                 |
| Fuentes: Población 1993 y 2017                                  |

## Clima
| Parámetros climáticos promedio de Pativilca | Parámetros climáticos promedio de Pativilca | Parámetros climáticos promedio de Pativilca | Parámetros climáticos promedio de Pativilca | Parámetros climáticos promedio de Pativilca | Parámetros climáticos promedio de Pativilca | Parámetros climáticos promedio de Pativilca | Parámetros climáticos promedio de Pativilca | Parámetros climáticos promedio de Pativilca | Parámetros climáticos promedio de Pativilca | Parámetros climáticos promedio de Pativilca | Parámetros climáticos promedio de Pativilca | Parámetros climáticos promedio de Pativilca | Parámetros climáticos promedio de Pativilca |
| Mes                                         | Ene.                                        | Feb.                                        | Mar.                                        | Abr.                                        | May.                                        | Jun.                                        | Jul.                                        | Ago.                                        | Sep.                                        | Oct.                                        | Nov.                                        | Dic.                                        | Anual                                       |
| ------------------------------------------- | ------------------------------------------- | ------------------------------------------- | ------------------------------------------- | ------------------------------------------- | ------------------------------------------- | ------------------------------------------- | ------------------------------------------- | ------------------------------------------- | ------------------------------------------- | ------------------------------------------- | ------------------------------------------- | ------------------------------------------- | ------------------------------------------- |
| Temp. media (°C)                            | 21.2                                        | 22                                          | 21.7                                        | 20.4                                        | 18.4                                        | 17.3                                        | 16.7                                        | 16.1                                        | 16.3                                        | 16.9                                        | 18.1                                        | 19.5                                        | 18.7                                        |
| Fuente: climate-data.org                    |                                             |                                             |                                             |                                             |                                             |                                             |                                             |                                             |                                             |                                             |                                             |                                             |                                             |

## Lugares de interés
- Casa del Libertador Simón Bolívar[5][6]